# 오시마정
오시마정(일본어: 大島町 오시마마치[*])은 일본 도쿄도 도서부 오시마 지청의 정이다. 오시마정은 이즈 제도의 북단 이즈오섬(伊豆大島)을 관할하는 지역 정부이다.

## 지리
도쿄 도심에서 남쪽으로 120km 떨어져 있는 이즈 제도의 최대 섬이다. 기후는 온난하며 연평균 기온은 15.8℃이다.

## 역사
- 1908년 4월 1일 - 오시마 도청(島庁)의 이즈 제도에 도서정촌제가 시행되었다. 오카다촌(岡田村), 모토촌(元村), 센즈촌(野増村), 노마시촌(野増村), 사시키촌(差木地村), 하부미나토촌(波浮港村)이 설치되었다.
- 1926년 - 오시마 도청(島庁)이 오시마 지청으로 개칭되었다.
- 1955년 4월 1일 - 오카다촌, 모토촌, 센즈촌, 사시키촌, 하부미나토촌이 합쳐져 오시마정이 되었다.

## 인구
| 연도 | 인구   | ±%     |
| ---- | ------ | ------ |
| 1980 | 10,734 | —      |
| 1990 | 10,014 | −6.7%  |
| 2000 | 9,224  | −7.9%  |
| 2010 | 8,461  | −8.3%  |
| 2020 | 7,102  | −16.1% |

## 기후
| 오시마정 (이즈오섬)의 기후                                   | 오시마정 (이즈오섬)의 기후 | 오시마정 (이즈오섬)의 기후 | 오시마정 (이즈오섬)의 기후 | 오시마정 (이즈오섬)의 기후 | 오시마정 (이즈오섬)의 기후 | 오시마정 (이즈오섬)의 기후 | 오시마정 (이즈오섬)의 기후 | 오시마정 (이즈오섬)의 기후 | 오시마정 (이즈오섬)의 기후 | 오시마정 (이즈오섬)의 기후 | 오시마정 (이즈오섬)의 기후 | 오시마정 (이즈오섬)의 기후 | 오시마정 (이즈오섬)의 기후 |
| 월                                                           | 1월                        | 2월                        | 3월                        | 4월                        | 5월                        | 6월                        | 7월                        | 8월                        | 9월                        | 10월                       | 11월                       | 12월                       | 연간                       |
| ------------------------------------------------------------ | -------------------------- | -------------------------- | -------------------------- | -------------------------- | -------------------------- | -------------------------- | -------------------------- | -------------------------- | -------------------------- | -------------------------- | -------------------------- | -------------------------- | -------------------------- |
| 역대 최고 기온 °C (°F)                                       | 20.9 (69.6)                | 21.0 (69.8)                | 23.1 (73.6)                | 25.5 (77.9)                | 28.4 (83.1)                | 32.3 (90.1)                | 34.3 (93.7)                | 35.9 (96.6)                | 33.7 (92.7)                | 29.7 (85.5)                | 24.8 (76.6)                | 23.1 (73.6)                | 35.9 (96.6)                |
| 일평균 최고 기온 °C (°F)                                     | 11.0 (51.8)                | 11.6 (52.9)                | 14.2 (57.6)                | 18.2 (64.8)                | 21.9 (71.4)                | 24.3 (75.7)                | 27.8 (82.0)                | 29.5 (85.1)                | 26.7 (80.1)                | 22.0 (71.6)                | 17.8 (64.0)                | 13.4 (56.1)                | 19.9 (67.8)                |
| 일일 평균 기온 °C (°F)                                       | 7.5 (45.5)                 | 7.8 (46.0)                 | 10.4 (50.7)                | 14.4 (57.9)                | 18.2 (64.8)                | 21.0 (69.8)                | 24.6 (76.3)                | 26.0 (78.8)                | 23.4 (74.1)                | 18.9 (66.0)                | 14.5 (58.1)                | 10.0 (50.0)                | 16.4 (61.5)                |
| 일평균 최저 기온 °C (°F)                                     | 3.9 (39.0)                 | 4.0 (39.2)                 | 6.6 (43.9)                 | 10.7 (51.3)                | 14.8 (58.6)                | 18.4 (65.1)                | 22.2 (72.0)                | 23.5 (74.3)                | 20.8 (69.4)                | 16.1 (61.0)                | 11.3 (52.3)                | 6.5 (43.7)                 | 13.2 (55.8)                |
| 역대 최저 기온 °C (°F)                                       | −3.3 (26.1)                | −4.0 (24.8)                | −1.9 (28.6)                | 0.1 (32.2)                 | 6.4 (43.5)                 | 10.4 (50.7)                | 12.4 (54.3)                | 16.0 (60.8)                | 12.4 (54.3)                | 7.2 (45.0)                 | 3.0 (37.4)                 | −3.0 (26.6)                | −4.0 (24.8)                |
| 평균 강수량 mm (인치)                                        | 137.3 (5.41)               | 146.0 (5.75)               | 238.4 (9.39)               | 247.4 (9.74)               | 256.5 (10.10)              | 328.8 (12.94)              | 255.9 (10.07)              | 191.7 (7.55)               | 341.3 (13.44)              | 405.2 (15.95)              | 192.8 (7.59)               | 117.6 (4.63)               | 2,858.9 (112.56)           |
| 평균 강수일수 (≥ 0.5 mm)                                     | 8.0                        | 8.6                        | 13.0                       | 12.0                       | 11.7                       | 13.7                       | 11.3                       | 9.7                        | 12.9                       | 13.1                       | 10.8                       | 8.4                        | 133.2                      |
| 평균 상대 습도 (%)                                           | 64                         | 66                         | 70                         | 74                         | 79                         | 85                         | 87                         | 86                         | 83                         | 79                         | 74                         | 68                         | 76                         |
| 평균 월간 일조시간                                           | 153.7                      | 145.4                      | 158.1                      | 174.2                      | 179.7                      | 125.1                      | 150.8                      | 190.1                      | 141.0                      | 131.4                      | 140.3                      | 147.6                      | 1,837.2                    |
| 출처: 일본 기상청 (평년값: 1991년~2020년, 극값: 1938년~현재) |                            |                            |                            |                            |                            |                            |                            |                            |                            |                            |                            |                            |                            |

## 행정
- 정장: 미쓰지 도시히로(2015년 4월 30일 취임 2기)[3]
  - 오시마정 소방본부

| 대 | 성명              | 취임            | 퇴임            | 비고 |
| -- | ----------------- | --------------- | --------------- | ---- |
| 1  | 후지이 토요노스케 | 1955년 4월      |                 |      |
| 2  | 이시이 마쓰토시   | 1967년 4월      |                 |      |
| 3  | 스즈키 사부로     | 1975년 4월      |                 |      |
| 4  | 우에무라 히데마사 | 1983년 4월      |                 |      |
| 5  | 시미즈 나가하루   | 1991년 4월      |                 |      |
| 6  | 후지이 시즈오     | 1999년 4월      |                 |      |
| 7  | 가와시마 마사시   | 2011년 4월 30일 | 2015년 4월 30일 |      |
| 8  | 미쓰지 토시히로   | 2015년 4월 30일 | 현직            |      |

### 도쿄도의 행정 기관
- 도쿄도 총무국 오시마 지청(도시마촌·니지마촌·고즈시마촌까지 관할하고 있다.)
- 도쿄도 복지보건국 도서보건소 오시마 출장소
- 도쿄도 교육청 오시마 출장소
- 경시청 오시마 경찰서

### 국가 행정 기관
- 이즈오시마 구검찰청
- 국토교통성 기상청 도쿄 관구기상대 도쿄 항공지방기상대 오시마 공항 분실

## 입법

### 의회
- 의장: 다카하시 치카[4]
- 부의장: 사카가미 초이치(坂上長一)
- 정수: 14명 (임기 만료일: 2023년 4월 29일[3])
- 당파: 일본공산당 3명, 공명당 2명, 자유민주당 2명, 무소속 7명
- 상임위원회: 총무문교경제상임위원회, 주민복지환경상임위원회
- 특별위원회: 하네다 오시마 항공로 유지 특별위원회(2017년 5월 8일 설치)[5]

### 도정
오시마정에 속하고 있으며 도서부 선거구로부터 선출된다. 도쿄도의회 의원의 정수는 1석이다.

### 국정
중의원
- 선거구: 도쿄도 제3구 (시나가와구의 일부, 오타구의 일부, 오시마정, 도시마촌(利島村), 니지마촌(新島村), 고즈시마촌(神津島村)、미야케촌(三宅村), 미쿠라지마촌(御蔵島村)、하치조정(八丈町), 아오가시마촌(青ヶ島村) 오가사와라촌(小笠原村))
- 임기: 2021년 10월 31일 - (「제49회 일본 중의원 의원 총선거」  참조)

| 의원명            | 당파명     | 당선횟수 | 비고      |
| ----------------- | ---------- | -------- | --------- |
| 마쓰바라 진       | 입헌민주당 | 8        | 선거구    |
| 이시하라 히로타카 | 입헌민주당 | 5        | 비례 부활 |

참의원
도쿄도 선거구의 선출의원에 관한 자세한 내용은 도쿄도 선거구 항목을 참조할 것.

## 사법
- 도쿄 가정재판소 이즈오시마 출장소
- 이즈오시마 간이재판소

## 지역
오시마정은 사가미만 남쪽과 이즈 반도 동쪽의 태평양에 위치해 있다. 가장 높은 지점인 미하라 화산 활동이 있는 정상은 해발 764m에 위치해 있다. 모토마치가 가장 큰 지역은 섬 북서쪽에 위치해 있고, 또 다른 큰 마을인 하부는 류자키에 위치해 있으며 섬 남동쪽 끝자락에 있다.

### 교육
초등학교
- 오시마정립 사쿠라 초등학교
- 오시마정립 다치바키 초등학교
- 오시마정립 진달래 초등학교

중학교
- 오시마정립 제1중학교
- 오시마정립 제2중학교
- 오시마정립 제3중학교

고등학교
- 도쿄도립 오시마 고등학교
- 도쿄도립 오시마 해양국제고등학교

## 교통

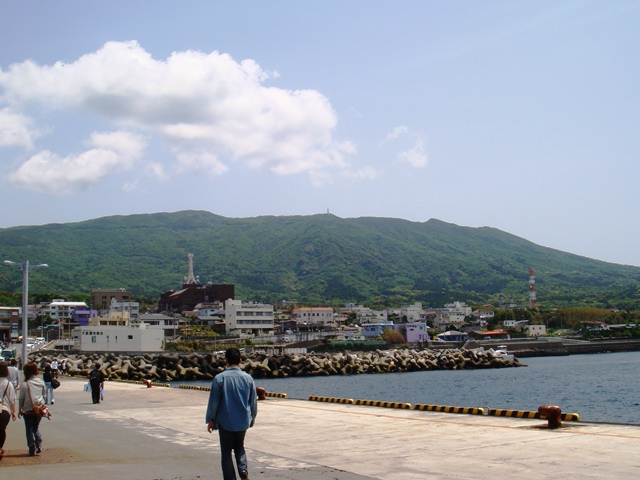
모토마치항

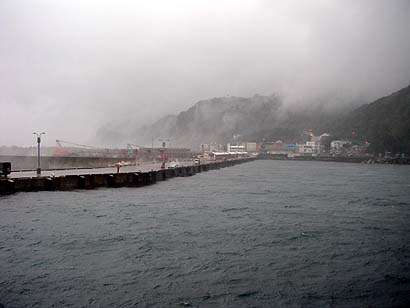
오카다항

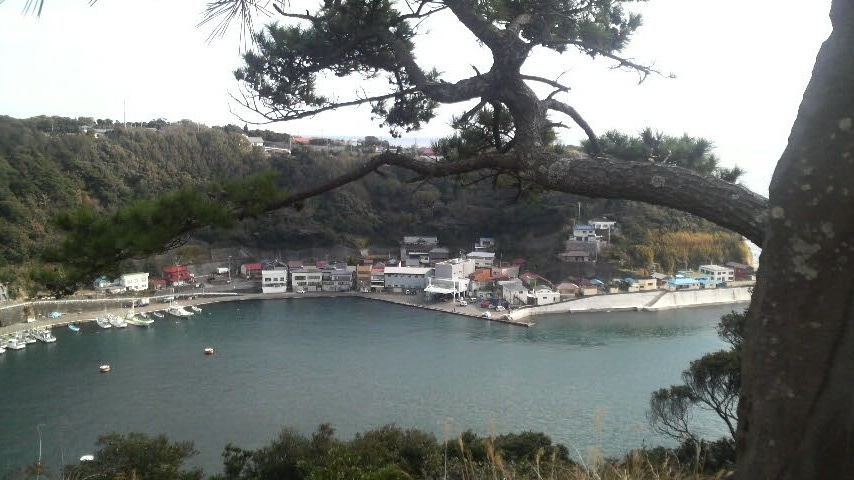
하부코항

### 공항
- 공항 - 오시마 공항
- 정기편 - 신추오 항공의 동방항공과 항공로 외 동방항공(도쿄 아일랜드 셔틀)이 밤엔 이즈 제도 간의 헬리콥터(헬기가 있고 지역 항공 노선)을 연장하고 있다.

원래는 전일본공수가 도쿄 국제공항(하네다 공항)과 연결하는 편을 운항하고 있었다. YS-11의 퇴역에 의한 소형 제트기로의 기재 전환이 필요해지면서 2002년에 소형 제트기가 이착륙 가능한 활주로가 1,800m까지 연장되었다(당초의 계획은 B737-500가 1일 3왕복. 오시마공항 확장사업 환경영향 평가서에서). 하지만 관광객이 감소하는 바람에 고속선 운항 등으로 승객 수를 확보할 수 없게 되자 2009년 10월에  봄바디어 Dash 8 Q300 소형 항공기로 1일 1편 운항했다. 이후 동 기재의 퇴역으로 인해 2014년 3월 30일에 재개하여 보잉 737-700에 의한 제트화가 이루어졌는데 2015년 10월 24일자로 폐지되었다.

### 철도
- 철도는 없다.

### 버스
- 정내 노선버스, 시내버스는 오시마 여객자동차에서 운행하고 있다.

### 택시
- 아이택시
- 오시마교통
- 나가오카 교통
- 하나교통택시
- 미하라 관광 자동차

### 렌터카
- 닛산 렌터카
- 도요타 렌터카
- 해양 렌터카
- 이즈오시마 렌터카
- 모빌 렌터카

### 해상 항로
- 현재는 동해 기선이 독점하고 있어 화객선(사루비아호·타치바나호) 및 고속 제트선을 운항. 도쿄항(타케시바 선창교), 요코하마항(다이산바시, 아타미항, 도지마, 니지마섬, 시키네섬, 고즈시마와의 사이에 정기 항로를 개설하고 있다. 계절에 따라서는 구리하마항이나 다테야마항에도 기항하는 항공편이 설치된다. 오시마의 발착항은 도쿄발 야간 화물 여객선만 원칙적으로 오카다항으로 고정돼 있지만, 그 외는 풍향이나 해황에 따라 오카다항, 모토마치항 중 하나이다. 오전과 오후가 각각 발착항이 다를 수 있다.
- 2002년-2003년에는 도쿄 여객선이 구리하마항 - 오카다항 사이에서 고속선을 운항하고 있었지만 흔들림에 약하고 결항률이 높았기 때문에 승객이 주춤하여 불과 2년 만에 철수했다.
- 이즈칠도해운(동해기선의 자회사)가화물선을 정기운항하고 있다. 또 니지마 물산의 화물선도 기항한다. 시즈오카현의 시모다와 이토 등에서도 부정기적으로 운항되고 있다.

### 도로
※ 국도는 없다.
도도
- 도쿄도도 207호 오시마 공원선
- 도쿄도도 208호 오시마 순환선
- 도쿄도도 209호 강길 오카다 미나토선
- 도쿄도도 210호 시모지 하부미나토선

### 항구
- 모토마치 항구(지방 항만)
- 오카다항(지방 항만)
- 하부항(지방 항만)
- 이즈미즈 어항
- 사시키지(사시키지) 어항
- 노마스(노마시) 어항

## 경제

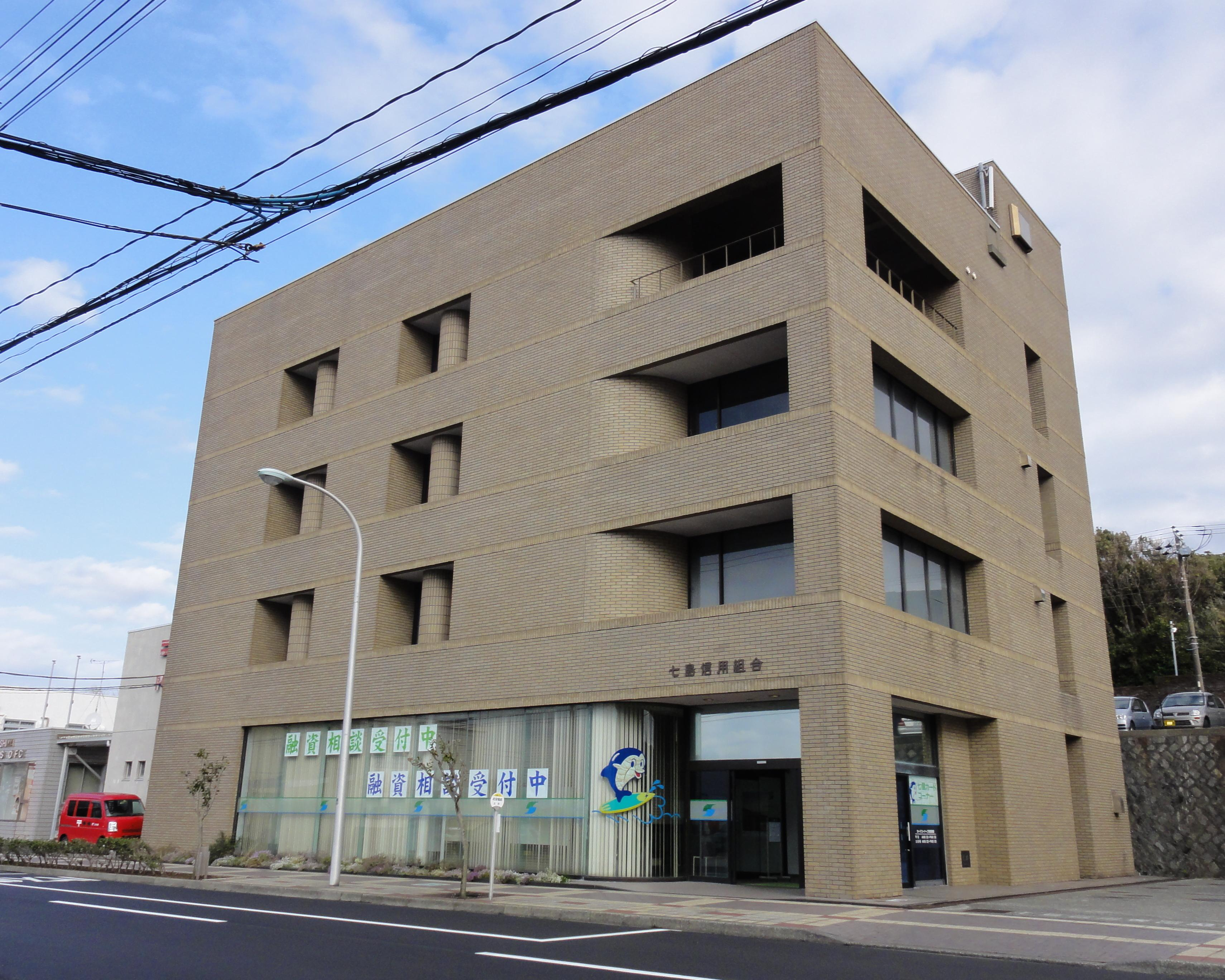
七島信用組合本店

### 산업
관광업과 농업, 어업, 축산이 기둥이지만, 고령화나 인구 감소 때문에 모두 쇠퇴 경향에 있다.
- 관광업은 예로부터 주산업이다. 제트선 투입 등 접근성 개선이 도모되었지만 관광 정비의 지연으로 인해 관광객은 계속 줄어 들고 있어 2005년의 관광객수는 1973년의 30% 미만으로 침체되어 있다(오시마정의 자료). 전통적으로 낚시객이 많아 다양화한 관광객에 완전히 대응하지 못한 것도 감소의 이유로 여겨진다.
- 농업은 기후를 활용한 화훼류와 사야완두가 중심이다. 이 쪽도 낙도이기 때문에 물류 코스트의 높이나 수송 시간의 문제로 생산량의 감소에 브레이크가 걸리지 않고 있다.
- 축산업은 유제품이 중심으로 예전에는 고품질의 버터 생산지로 알려져 태평양 전쟁 전에는 홋카이도산 버터를 오시마 버터 상자로 갈아 넣은 가짜까지 나올 정도였다. 전후에는 수입품에 밀려 국산 우유 소비가 침체되면서 운영회사가 경영난에 빠져 2007년 2월에 버터 생산을 중단했다. 이후 전 종업원 등이 브랜드 부활을 목표로 하고 있다.